# خالد العبيدي
خالد متعب ياسين العُبيدي هو سياسي عراقي شغل منصب وزير الدفاع في العراق (2014-2016). ولد في (1 يوليو 1959 في الموصل) في العراق وحاصل على شهادة بكالورويوس في هندسة الطائرات في أكاديمية الهندسة الجوية من يوغسلافيا عام 1982 وماجستير هندسة علوم الفضاء اختصاص ديناميكية الهواء من جامعة بلغراد في يوغسلافيا 1984 وماجستير في العلوم العسكرية من كلية الأركان المشتركة العراقية عام 1998 ودكتوراه في العلوم السياسية عام 2011. فاز في الانتخابات في عضوية مجلس النواب من قائمة إئتلاف متحدون للإصلاح والتي ترأسها رئيس مجلس النواب العراقي السابق أسامة النجيفي. يجيد التكلم باللغات العربية و الإنجليزية و الروسية و الصربية.صوّت البرلمان على إقالته في 25\8\2016 بسبب تهم فساد موجهه ضده 
في الانتخابات التشريعية العراقية 2018 رشّح نفسه مع قائمة النصر مع رئيس الوزراء حيدر العبادي وفاز بالمركز الأول في محافظة نينوى.
أُعفي من منصبه كوزير دفاع بعد تصويت البرلمان العراقي ، إذ وجّهت إليه تهم فساد متعلقة بصفقات السلاح الذي استقدمته الحكومة لمواجهة داعش، في 14 سبتمبر 2020، عيّنه رئيس الوزارء مصطفى الكاظمي كوكيل شؤون العمليات لجهاز المخابرات الوطني.

## وصلات خارجية
http://www.khalidalobeidi.com/ الموقع الرسمي للدكتور خالد العبيدي